# Notocetus vanbenedeni
Notocetus vanbenedeni és una espècie extinta de cetaci de la família dels esqualodelfínids que visqué a Sud-amèrica durant el Miocè inferior, fa entre 16 i 23 milions d'anys. Se n'han trobat restes fòssils a l'Argentina i el Perú. Avui en dia es tracta de l'única espècie del gènere Notocetus, que abans també contenia el tàxon actualment classificat com a Otekaikea marplesi. Tenia el crani menut i un xic asimètric i el rostre afusat. El nom genèric Notocetus significa ‘balena austral’, mentre que el nom específic vanbenedeni fou elegit en honor del paleontòleg belga Pierre-Joseph van Beneden.